# Franz Julius Döteber
Franz Julius Döteber (Tödtebeer), född okänt år, död 1650 i Leipzig, var en tysk arkitekt och bildhuggare. Han var far till Christian Julius Döteber.
Döteber uppges ha varit verksam i Doberan i Mecklenburg-Schwerin 1622–34 och i Leipzig efter 1636. Han tycks ha varit mest betydande som stenhuggare och träskulptör. Endast två fullt säkra arbeten av honom är kända, gravmonument över Daniel von Behr med en i trä skulpterad ryttarstaty under en baldakin (1620-talet) och ett gravkapell över hertig Fredrik Adolf (1634, båda i domkyrkan i Doberan).